# タヴェルノレ・スル・メッラ
タヴェルノーレ・スル・メッラ（伊: Tavernole sul Mella）は、イタリア共和国ロンバルディア州ブレシア県にある、人口約1,200人の基礎自治体（コムーネ）。

## 地理

### 位置・広がり

#### 隣接コムーネ
隣接するコムーネは以下の通り。
- ロドリーノ
- マルケーノ
- マルメンティーノ
- ペッツァーツェ
- ピゾーニェ
- ゾーネ

### 気候分類・地震分類
気候分類では、zona E, 2883 GGに分類される。
また、イタリアの地震リスク階級 (it) では、zona 3 (sismicità bassa) に分類される
。

## 行政

### 山岳部共同体
広域行政組織である山岳部共同体「ヴァッレ・トロンピア山岳部共同体」 (it:Comunità montana di Valle Trompia) （事務所所在地: ガルドーネ・ヴァル・トロンピア）を構成するコムーネである。